# Севастьянов, Александр Фёдорович
Александр Фёдорович Севастьянов (1 (12) июля 1771, Рязанская губерния — 5 (17) декабря 1824, Санкт-Петербург) — русский естествоиспытатель, поэт и переводчик, академик Императорской Академии наук (с 1800). Член многих русских и зарубежных научных обществ, в том числе почётный член Лондонского Линнеевского общества (1809).

## Биография
Родился 26 марта (6 апреля) 1770 или 1 (12) июля 1771 года или 19 (30) декабря 1771 в деревне Нестерово (Егорьевский уезд, Рязанская губерния) в дворянской семье.
С 31 декабря 1781 года был записан на службу фурьером в лейб-гвардии Преображенский полк.
В 1790 году окончил академическую гимназию и был произведён в капитаны армии. В течение четырёх лет он находился при графе Ф. А. Ангальте и в 1794 году был определён переводчиком к князю П. А. Зубову. После производства 30 июня 1796 года в секунд-майоры уже 14 декабря того же года уволился «к статским делам» с переименованием в коллежские асессоры и получил назначение библиотекарем к наследнику цесаревичу Константину Павловичу. 
Интересуясь естественными науками, он прослушал курс зоологии при Академическом музее и 16 сентября 1799 года представил конференции Академии наук свою диссертацию по биологии на французском языке под заглавием: «Réflexions sur les bornes des deux règnes de la nature — l’animal et le végétal, ou sur les vrais signes distinctifs des corps, qui les composent», за которую 4 ноября того же года он был принят в Академию адъюнктом, оставшись, в то же время, библиотекарем цесаревича.
В 1802 году выполнил поручение Александра I, доставив приобретённые у князей Яблоновских коллекции из Семятич в Петербург, за что получил Высочайшее благоволение. С 21 декабря 1802 года состоял членом Вольного общества любителей словесности, наук и художеств. В следующем году, 25 августа, он был избран экстраординарным академиком. В 1808—1809 годах он читал лекции зоологии и минералогии в Медико-хирургической академии, а 2 января 1810 года был избран в ординарные академики по кафедре зоологии. В качестве академика он дважды избирался в члены комитета правления Академии (1811—1813 и 1820).
Проводил научные исследования в области зоологии, палеонтологии и геологии. Подверг острой критике концепции нептунизма в период его расцвета. В свой перевод курса лекций А. Г. Вернера включил раздел, содержащий критические высказывания ряда учёных, ставивших под сомнение основные положения вернеровской теории. Перевёл на русский язык труды К. Линнея, А. Гумбольдта, О. Б. Соссюра и других учёных.
Впервые описал в 1802 году вид гуся белошея. С 1806 года — действительный член МОИП.
Скончался 5 (17) декабря 1824 года в Санкт-Петербурге.
Его сын: генерал-майор Корпуса инженеров путей сообщений Яков Александрович Севастьянов (1796—1849).

## Литературная деятельность
Свою литературную деятельность он начал, ещё будучи на службе в Преображенском полку, на поприще изящной словесности, напечатав в XXXV части «Новых ежемесячных сочинений» за 1789 год свой перевод «Описание Женевского озера»; в 1789—1793 гг. там же он поместил несколько своих оригинальных и переводных стихотворений, в числе которых: «Превосходство разума» (ч. LVI), «Садовник, гусеница и бабочка», басня (ч. LXXIV), «Подражание аллегорическим стихам г-жи Дезульер» (ч. LXXV), «Ода на новый 1793 г. Их Императорским Высочествам Александру Павловичу и Константину Павловичу» (ч. LXXXI; издана отдельно: СПб., 1793), «Ода Её Императорскому Величеству Екатерине II на торжество мира с Портою 2 сентября 1793 г.» (ч. LXXXVІIІ), «Два ручейка» (Приятное и полезное препровождение времени. — 1797. Ч. XIV), «Стихи на кончину П. Б. Иноходцева, случившуюся октября 27 дня 1806 г.» (СПб., 1806.; они перепечатаны в III томе «Истории Российской Академии» М. И. Сухомлинова: СПб., 1876. — С. 263—264).
Большое количество его научных статей по естественно-историческим предметам, технологии, сельскому хозяйству, медицине, географии и т. п. было напечатано в «Новых ежемесячных сочинениях», в «Ученых Известиях» (1802), в «Технологическом журнале» (1804—1815), в «Прибавлении к Технологическому журналу» (1815), в «Продолжении Технологического журнала» (1816—1823), в «Умозрительных исследованиях Академии наук» (1815—1819) и в «Трудах Академии наук» (1821—1823). Отдельными изданиями вышли сочинения и переводы Севастьянова: 1
- Известие о Балдонском минеральном ключе, находящемся в Курляндии; перев. с нем. — СПб., 1799;
- Система природы Карла Линнея, королевско-шведского архиятера, профессора ботаники; перевод с латинского с примечаниями и дополнениями. — СПб., 1804—1805, в 2-х ч.;
- Всеобщая и частная естественная история графа де Бюффона, переложена с французского языка на российский академиком Иваном Лепехиным, издана… А. Севастьяновым; в 10-ти ч. — СПб., 1798—1808 (в 10-м томе Севастьнов поместил свою статью о жизни и трудах своего покойного наставника и сочлена);
- Геогнозия, или наука о горах и горных породах, с присовокуплением наставлений путешествующему геологу, почерпнутых из 4-го тома путешествия г. Соссюра по Альпийским горам. — СПб., 1810 г. — труд Вернера, переведенный Севастьяновым с рукописи; за него он получил от Александра I бриллиантовый перстень;
- О физиогномике растений, соч. Александра Гумбольдта, пер. с нем. — СПб., 1823.

Кроме этого, по поручению Главного правления училищ, Севастьянов составил «Основания зоологии», которые не были изданы вследствие его внезапной смерти.
В 1798 году в типографии Гос. Мед. коллегии была напечатана книга: «О благополучии, из путешествия юного Анахарзиса, сочинение славного Бартелеми» — перевод гл. 76 из «Voyage du jeune Anacharsis en Grece» Ж.-Ж. Бартелеми, содержащей философское размышление о дружбе. Впоследствии он перевёл 4-й том этого сочинения для издания Академии наук: Бартелеми Ж.-Ж. Путешествие младшего Анахарсиса по Греции… — СПб., 1804—1809. Т. 1—6). В 1814 году он издал свой перевод с французского языка сочинения Шатобриана «Бонапарте и Бурбоны» (СПб.).
Также, в 1812—1819 гг он переводил «Санкт-Петербургские карманные месяцесловы», издававшиеся астрономом Ф. И. Шубертом на немецком языке.